# 越中駒ヶ岳
越中駒ヶ岳（えっちゅうこまがたけ）は、富山県魚津市と黒部市にまたがる飛騨山脈（北アルプス）立山連峰の北端に位置する標高2,002mの山である。山頂から南東部が中部山岳国立公園の特別地域、南斜面の一部がその普通地域に指定されている。

## 概要
入善町の市街地方向から後立山連峰を左に見て、右側にこの山容が望める。駒ヶ岳、北駒ヶ岳（前駒ヶ岳）、僧ヶ岳、烏帽子山と並んだ姿が美しく、春の雪解けの頃に駒の雪絵が見られる。この方向からは、駒ヶ岳と北駒ヶ岳の双耳峰が望める。
山名の由来は、北駒ヶ岳の斜面に現れる駒の雪絵で 、黒部川より東でよく見える。
2,000mを超える高山であるが、麓から眺めると前衛の僧ヶ岳の巨大な山容に隠されて、富山平野からは大変見えにくい。上市町と富山市を結ぶ線より西では僧ヶ岳の右側に遠景で小さく見えて、毛勝三山、剱岳、立山三山と比較して目立たない。
黒部市宇奈月町の黒部川右岸、舟見台地からは雪絵も山容もよく見える。

## モリブデン鉱山
1944年（昭和19年）から翌年にかけて、日本陸軍の援助を受け、北駒ヶ岳でモリブデン採掘が試みられた。鉱山の場所は北駒ヶ岳の北尾根の1km程北の標高1,700m付近にあった。僧ヶ岳の宇奈月尾根の馬車道で資材や鉱石の運搬が行われ、北陸本線黒部駅裏の工場で精錬されていたが、終戦を前に廃鉱となった 。これは、雪絵の駒の臀部辺りのようである。尾の沼谷～僧ヶ岳～北駒ヶ岳へと続く登山道には当時の機械の残骸や打ち捨てられた鉱石が見られる。

## 登山

### 登山ルート
長らく登山道の整備がされず、薮が生い茂って登りにくかった。2001年（平成13年）夏に、薮を刈り、木で階段を設けるなどして僧ヶ岳から稜線伝いの新道(2.7km)が開設された 。2002年（平成14年）が午年であり、同数字の標高（2,002.48m）をもつ馬にちなんだ山ということで、地元有志により前年に作られたものである。これにより、一般登山者が入山し易くなった。
2004年（平成16年）10月には尾沼登山道が再整備され、宇奈月町町制50周年記念イベント『北駒ヶ岳/とちの湯ルート開通式』が行われた。烏帽子崚線まで登るルートで、僧ヶ岳や駒ヶ岳の縦走が可能となった。
僧ヶ岳から駒ヶ岳までの登山道開設に伴い、以下の登山ルートによる登頂が可能となった。山頂からは、北西以外の方向に展望が開け、南側に毛勝山と剱岳を望むことができる。
- 烏帽子尾根 ：林道別又僧ヶ岳線登山口（標高1,280m） - （烏帽子尾根） - 宇奈月尾根合流点 - 前僧ヶ岳 - 僧ヶ岳 - 北駒ヶ岳 - 駒ヶ岳
- 宇奈月尾根 ：（宇奈月温泉） - 宇奈月尾根登山口 - （烏帽子尾根） - 林道別又僧ヶ岳との合流点（宇奈月尾根第2登山口） - 宇奈月尾根合流点 - 前僧ヶ岳 - 僧ヶ岳 - 北駒ヶ岳 - 駒ヶ岳
- 北駒ヶ岳北尾根 ：（宇奈月温泉） - とちの湯 - （北駒ヶ岳北尾根） - 北駒ヶ岳 - 駒ヶ岳
- 東又コース ：片貝山荘 - 伊折山 - 成谷山 - 僧ヶ岳 - 北駒ヶ岳 - 駒ヶ岳

### 山小屋
- 片貝山荘　：片貝川の片貝東又発電所の北隣にある無人の山小屋で、魚津市が運営・管理を行っている[8]。登山者用の駐車場が整備され、僧ヶ岳と駒ヶ岳方面への登山口の他に、毛勝山への登山口にもなっている。

## 駒ヶ岳の風景
- 手前が僧ヶ岳、後ろ左から北駒ヶ岳、駒ヶ岳
（上市町から）[注釈 2]
- 黒部市役所宇奈月市民サービスセンター（旧宇奈月町役場）から見た駒ヶ岳
- 左から、駒ヶ岳、僧ヶ岳、毛勝三山、剱岳、立山（黒部川河口から）
- 積雪期の駒ヶ岳、駒の形が地形によることがわかる

## 地理

### 周辺の山

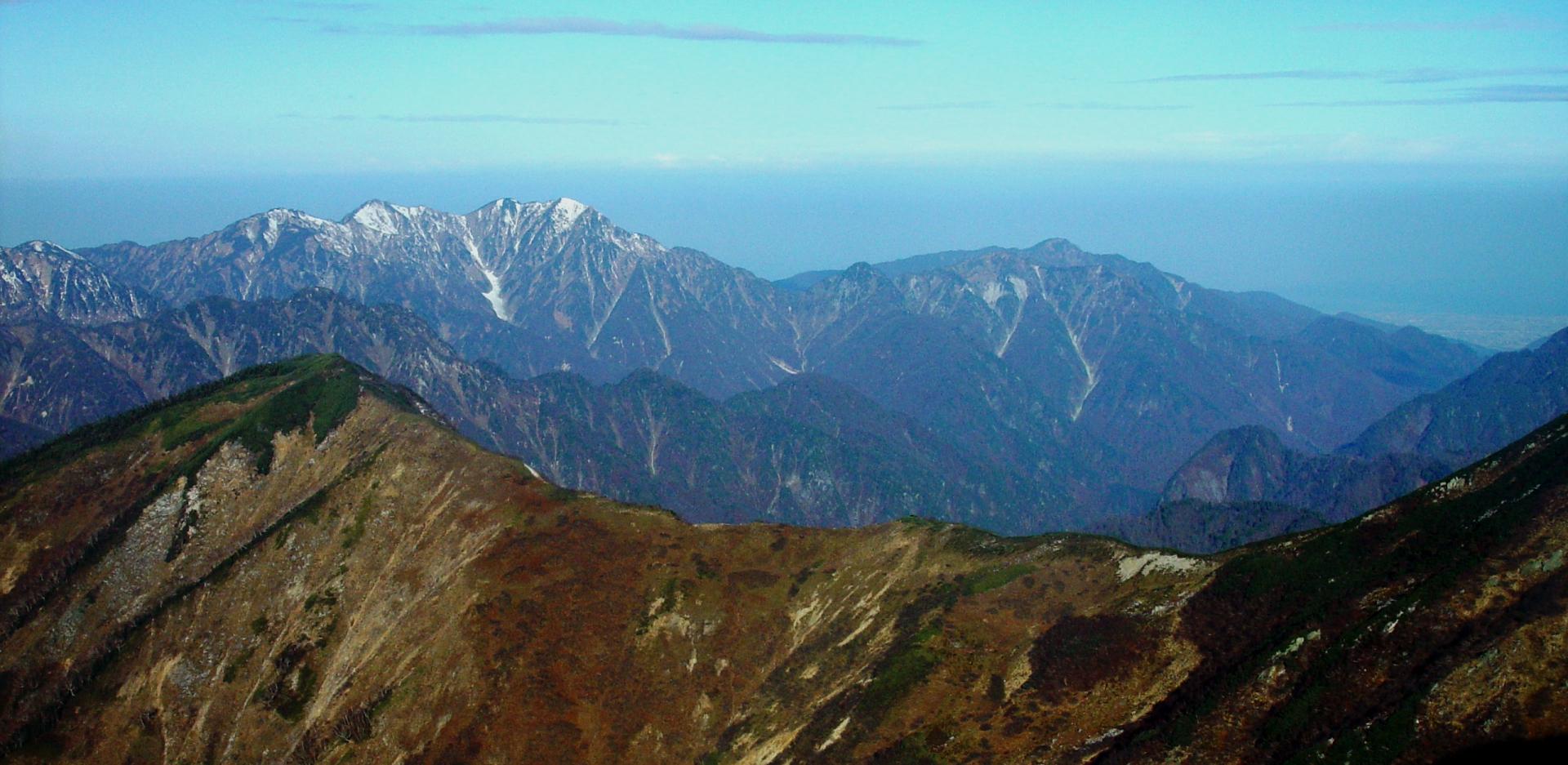
後立山連峰の冷池小屋から望む周辺の山

片貝川と黒部川に挟まれた立山連峰の北部の主稜線上にあり、北側には僧ヶ岳、南側には毛勝山へと稜線が延びる。山頂から東北東と南西にも枝尾根が延びる。
| 山容 | 名称       | 標高 （m） | 三角点 等級      | 越中駒ヶ岳からの 方角と距離（km） | 備考                                                          |
| ---- | ---------- | ---------- | ---------------- | --------------------------------- | ------------------------------------------------------------- |
|      | 烏帽子山   | 1,274.15   | 三等             | 北西 5.8                          |                                                               |
|      | 僧ヶ岳     | 1,855.41   | 二等             | 北西 2.2                          |                                                               |
|      | 越中駒ヶ岳 | 2,002.48   | 三等             | 0                                 | 三角点の点名は「嘉嘉堂」 所在地は富山県魚津市字嘉々堂い42番地 |
|      | 毛勝山     | 2,414.38   | 二等             | 南 5.7                            | 毛勝三山 日本二百名山                                         |
|      | 剱岳       | 2,999      | （三等） 2997.07 | 南 14.6                           | 日本百名山                                                    |

### 源流の河川
以下の源流となる河川は富山湾へ流れる。
- 北又内、笠谷、滝倉谷などの片貝川の支流
- 嘉々堂谷、サンナビキ谷などの黒部川支流